# بوب ميرفي (لاعب كرة قاعدة)
بوب ميرفي (بالإنجليزية: Bob Murphy)‏ هو لاعب كرة قاعدة أمريكي، ولد في 26 ديسمبر 1866 في مقاطعة دوتشيز في الولايات المتحدة، وتوفي في 13 ديسمبر 1904 في جزيرة ستاتن في الولايات المتحدة.